# Râul Zărzag
Râul Zărzag este un curs de apă, afluent al râului Șoimu.

## Bazin hidrografic
Râul Zărzag aparține bazinului hidrografic al Crișurilor.

## Hărți
- Harta Munții Codru-Moma  Arhivat în 9 iunie 2008, la Wayback Machine.